# Mouhamed Diop
Mouhamedou "Mouhamed" Diop (ur. 21 czerwca 1964) – senegalski pływak, olimpijczyk.
Mouhamed Diop po raz pierwszy uczestniczył w letnich igrzyskach olimpijskich w 1988 w Seulu, w wieku 24 lat. Podczas tych igrzysk wziął udział w trzech konkurencjach pływackich: 50 m stylem dowolnym, w której został zdyskwalifikowany, 100 m stylem dowolnym, gdzie uzyskał 59. miejsce oraz 200 m stylem zmiennym, gdzie zajął 52. miejsce.
4 lata później uczestniczył w Letnich Igrzyskach Olimpijskich 1992 w Barcelonie, gdzie ponownie wziął udział w trzech konkurencjach : 50 m stylem dowolnym, gdzie uzyskał 49. miejsce, 100 m stylem dowolnym, gdzie zajął 64. miejsce oraz 200 m stylem zmiennym, gdzie uzyskał 50. miejsce. Były to jego ostatnie igrzyska olimpijskie.